# Stephen Fuller Austin
Stephen Fuller Austin (Comtat de Whyte, 3 de novembre de 1793 - West Columbia (Texas), 27 de desembre de 1836) és conegut com el «Pare de Texas» (The Father of Texas, en anglès) pel fet que va liderar la segona i definitiva onada de colonització estatunidenca d'aquella regió aleshores mexicana, on conduí tres cents famílies des dels Estats Units. La capital de Texas, Austin, així com altres llocs i institucions, han estat batejats en memòria seva.

## Joventut
Stephen F. Austin va néixer a la regió minera del sud-oest de Virgínia al poble avui conegut com a Austinville. Era el segon fill de Moses Austin i Mary Brown Austin, però va passar a ser el primogènit doncs la seva germana gran, Eliza Austin, havia mort només un mes després de néixer. Als quatre anys, el 8 de juny de 1798, la seva família es va traslladar a un lloc a uns 65 km del riu Mississipi a les mines de Potosi al Missouri, que aleshores eren territori espanyol i on el seu pare va treballar a una mina explotada per colons francesos anomenada Mine à Breton.
Als onze anys el van enviar a Colchester al Connecticut, per a estudiar a la Bacon Academy. Després va continuar els estudis a la universitat de Transylvania a Lexington al Kentucky. on es va graduar en dret. Als 21 anys va començar a treballar com a jurista a Missouri.
Austin desava els seus estalvis al Banc de Saint Louis, però es va quedar arruïnat amb el crac bancari de 1819 cosa que el va decidir a traslladar-se cap al sud als nous territoris d'Arkansas. Allà va comprar unes terres en les quals més endavant es volia construir la capital Little Rock, cosa que va revaloritzar el seu valor.
Es va establir a Arkansas al comtat de Hempstead, i va presentar la seva candidatura per a les eleccions al Congrés com a representant d'aquests territoris el 1820. Va quedar com el segon més votat, tot i que el seu nom no va aparèixer en algunes paperetes doncs s'havia apuntat una mica tard. Uns mesos més tard, el novembre de 1820, Austin es va traslladar a Louisiana. Allà es va posar a treballar en un gabinet legal privat, juntament amb Joseph H. Hawkins, un advocat de Nova Orleans que havia estat congressista.

## Trasllat a Texas

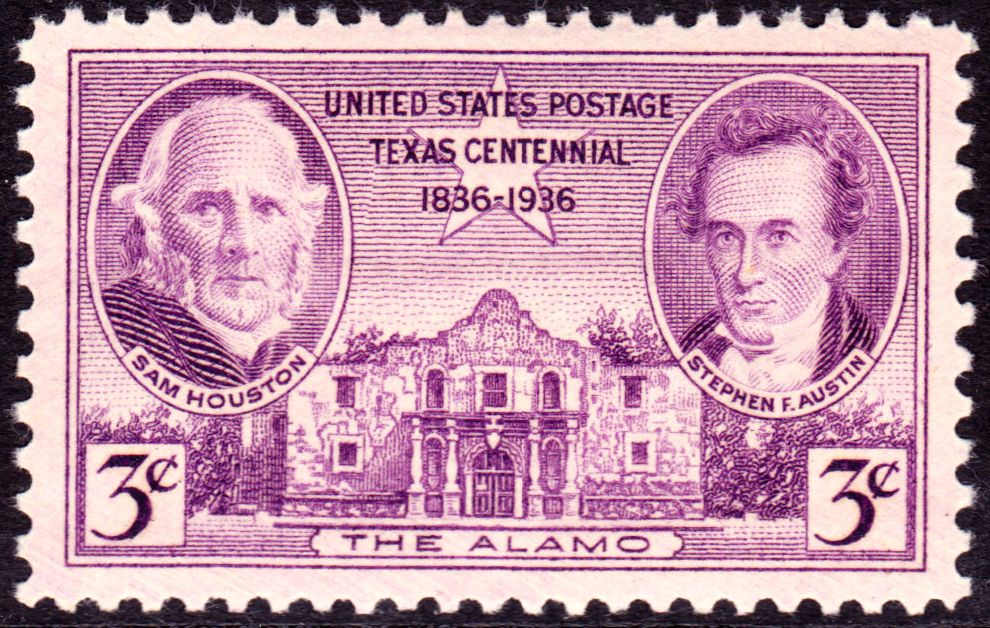
Sam Houston i Stephen Austin retratats en un segell amb commemoració del centenari de Texas 1936

Mentre vivia a Arkansas, el pare d'Austin va rebre la comanda per part d'un empresari d'aconseguir conduir tres cents famílies d'estatunidencs que volguessin treballar per a ell a Texas. Moses Austin va morir sobtadament d'una pneumònia i va deixar l'encàrrec en mans de son fill Stephen i així li va fer saber la seva mare a través d'una carta. Austin es va embarcar al Beaver cap a Nova Orleans on s'havia de trobar amb una colla d'oficials espanyols comandats per Erasmo Seguín.
El grup de colons que conduïa Stephen va fer un viatge de tres setmanes fins a arribar a San Antonio (Texas) el 12 d'agost. Mentre feien el viatge, Mèxic es va declarar independent d'Espanya, per tant Texas passava a ser una província de Mèxic. José Antonio Navarro, un home nascut a San Antonio es va fer amic de Stephen Austin i va col·laborar amb ell. El nou governador Antonio María Martínez li va donar autorització per explorar la costa entre San Antonio i el riu Brazos per tal de trobar un lloc adient per establir els seus colons. Per ajudar-los anava amb ells Manuel Becerra i tres indis Aranama.
Finalment van triar com a lloc per establir-se la zona entre els rius Brazos i el Colorado. Cada família formada per un matrimoni i dos fills va rebre 1280 acres (±517 hectàrea) al preu de dotze cèntims i mig per acre. Als qui volien dedicar-se al conreu se'ls va donar 71 hectàrees i als que volien dedicar-se a la ramaderia 1792 ha. Al desembre de 1821 es van començar a establir a les terres acabades d'adquirir el comtat de Brazoria al Texas.

## Aplegador de colons

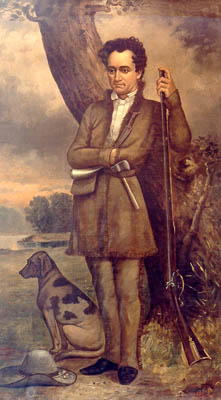
Stephen Austin

Agustín de Iturbide, president provisional del nou país es va negar a acceptar la venda de terres als colons de Stephen Austin i aquest es va veure obligat a viatjar a Mèxic, a on l'emperador Maximilià li va donar la raó. Stephen va rebre 27113 ha de terra per cada dos cents famílies de colons introduïdes per ell.
Després de l'abdicació de l'emperador, el març de 1823, Iturbide va anul·lar la llei d'immigració. No obstant, a l'abril, Stephen es va arriscar a conduir tres cents famílies més. El març de 1825, a Mèxic es va aprovar una nova llei semblant a l'anterior que atorgava a cada home casat una part de terres en règim de cooperativa 1791 ha, amb la condició que paguessin a l'estat $30 al llarg dels sis anys següents.
Entre 1825 i 1829 va conduir no cents famílies més. Durant aquest temps se'l va considerar una autoritat civil i militar. Va organitzar grups de gent armada per protegir els colons que van ser l'origen de l'actual cos de Texas Rangers. Malgrat les seves esperances Stephen no va fer gaires diners, perquè els colons no es podien permetre de pagar-li pels seus serveis.

## Relació amb la francmaçoneria
En aquesta època un francmaçó provinent de Louisiana va fundar la lògia núm. 111 a Texas. Els francmaçons eren ben considerats per la classe alta mexicana i també per l'aristocràcia lleial als borbons. Stephen va ser escollit l'onze de febrer de 1828 com a representant de la lògia a San Felipe al Texas. A Mèxic la classe dirigent va començar veure amb mals ulls els francmaçons per por que volguessin demanar la independència dels territoris texans i a l'octubre de 1828 van acabar declarant la lògia contrària a la llei. A començament de l'any vinent, Stephen va abandonar la lògia.

## Implicació amb la polítitica mexicana
Stephen es va dedicar al comerç i va col·laborar amb el govern mexicà en sufocar la rebel·lió de Fredonia dirigida per Haden Edwards. A partir d'aquest moment el govern de Mèxic ja no va donar més permisos per a colons provinents dels Estats Units, amb Stephen però van fer una excepció. Va obtenir 259 ha acres per als marits, 129,5 per a les esposes, 64,75 per cada fill, i 32,3 per cada esclau.
Stephen es va ficar en la política mexicana donant suport al candidat Antonio López de Santa Anna refiant que aconseguiria que els colons no paguessin tants imposts, cosa que es va fer realitat amb l'exempció del 1832. Antonio López també proposava que Texas se segregués de Coahuila i formés un nou estat. Austin no estava d'acord amb això per la qual cosa es va entrevistar el juliol de 1833 amb el vicepresident Valentín Gomez Farías. Finalment no es va aconseguir la independència doncs per a això calia tenir 80.000 habitants i Texas només en tenia 30.000.

## Texas Revolution

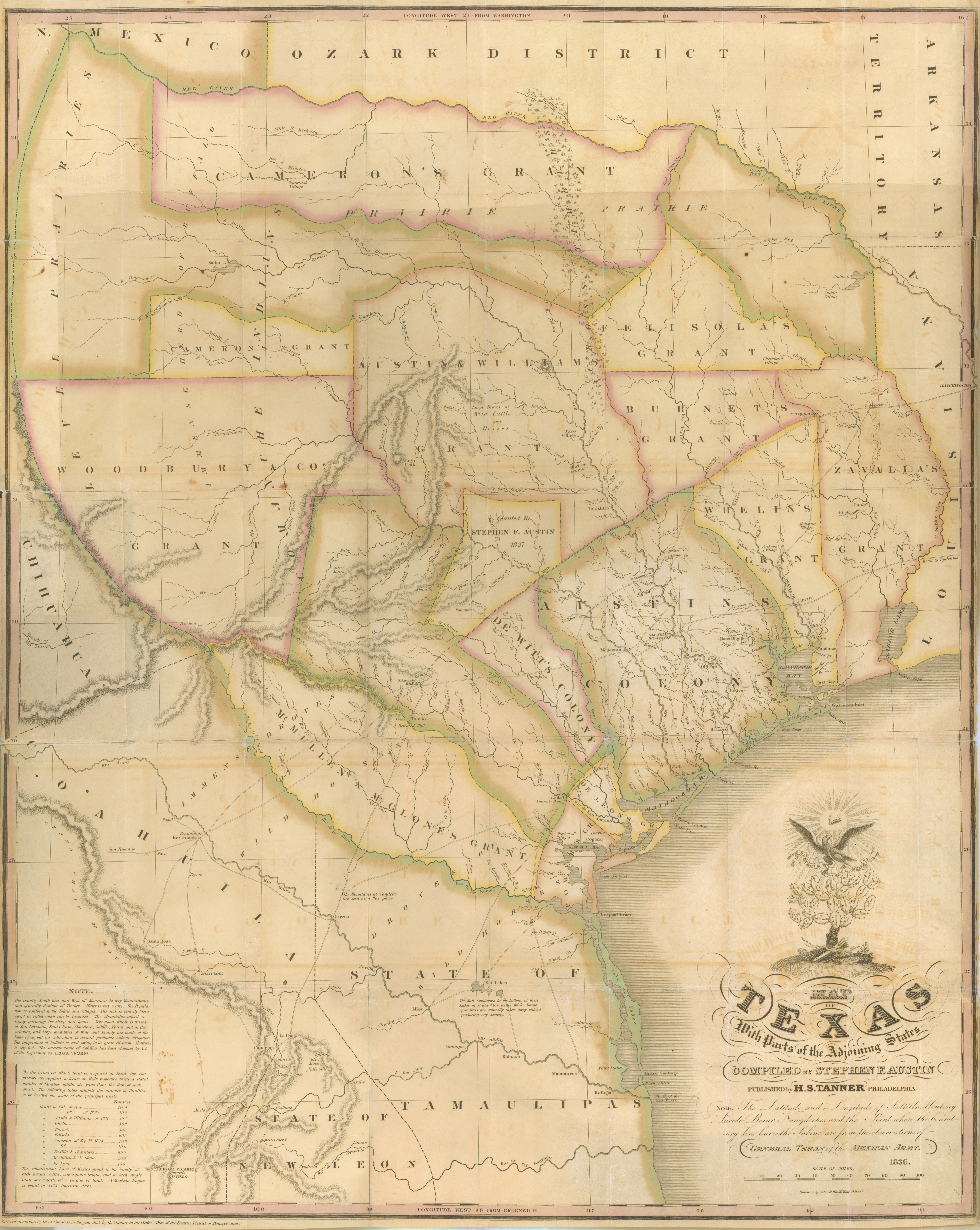
Mapa de Stephen Fuller Austin, 1836

Determinats esdeveniments desembocaren a que els colons s'alcessin contra Antonio López. Austin es va fer càrrec de les forces texanes durant el setge de Béxar, des del 12 d'octubre fins a l'onze de desembre de 1835. Antonio López va preparar un exèrcit per a fer fora els colons anglosaxons i va declarar la «República de Texas» però finalment el 21 d'abril de 1836 va ser capturat a la batalla de San Jacinto.

## Austin i la República de Texas
Austin s'estava a Nova Orleans quan va rebre la notícia de la captura d'Antonio López i va tornar a Texas per a presentar-se com a candidat a la presidència del nou estat. Stephen estava convençut que podria guanyar fins que es va assabentar que també es presentava Sam Houston del qual va dir «Molts dels antics colons són massa cecs per poder veure o per entendre què els convé, votaran per ell». Austin va obtenir 587 vots mentre que Houston 5.119 i Henry Smith el tercer candidat 743 vots.
Houston va demanar a Austin que acceptés el càrrec de secretari d'estat.

## Mort
Dos mesos després de les eleccions, el 27 de desembre de 1836, va morir de pneumònia mentre s'estava a la nova capital de Columbia avui coneguda com a West Columbia. Estava allotjat a casa de George B. McKinstry. Austin va ser enterrat al cementiri de Gulf Prairie Cemetery al comtat de Brazoria, a Texas. El 1910 les seves restes van ser traslladades al cementiri estatal de la ciutat que duu el seu nom Austin.
Com que no havia tingut descendència, les seves terres van ser heretades per la seva germana Emily Austin Perry.

## Monuments

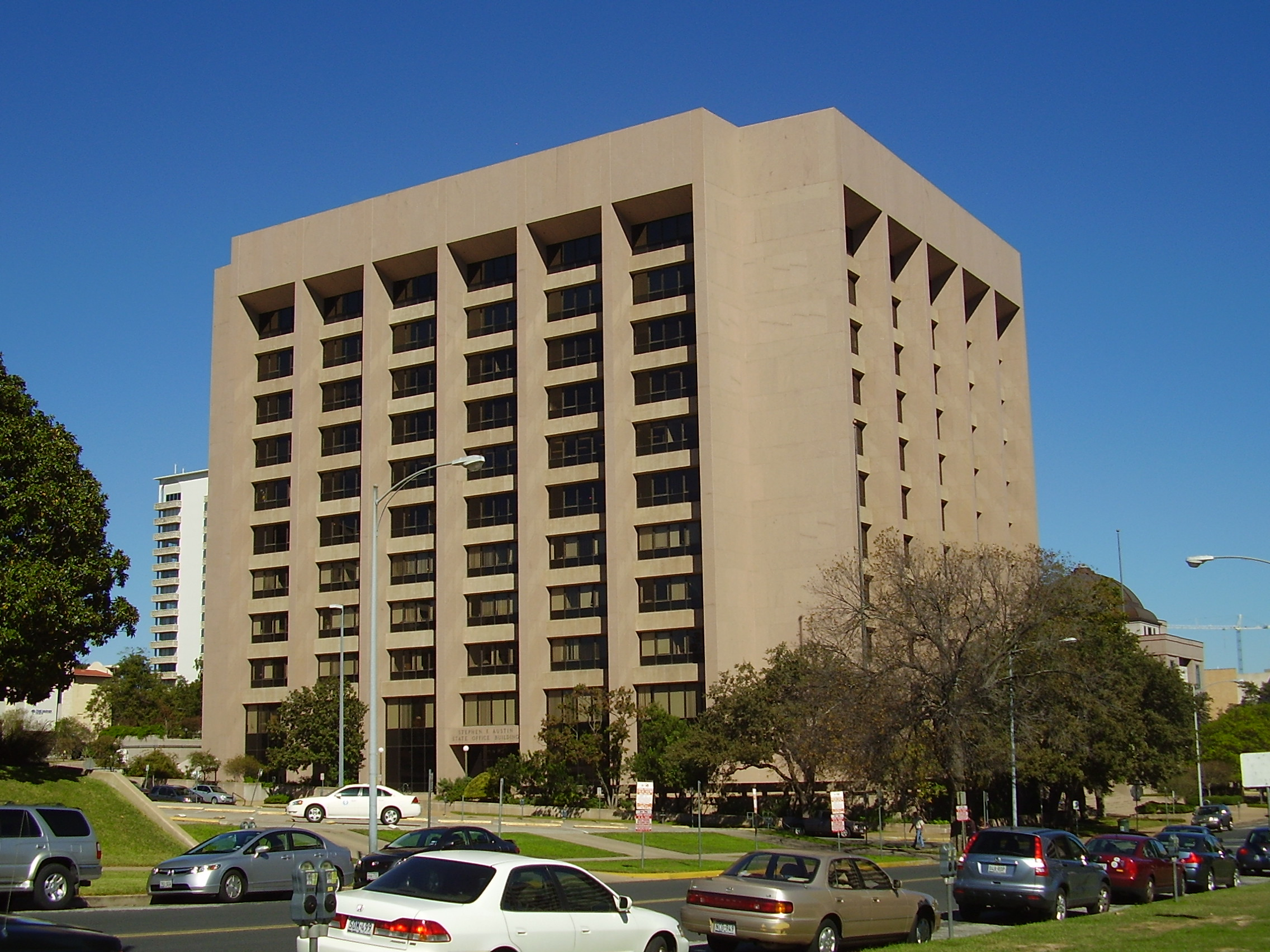
Universitat estatal Stephen F. Austin

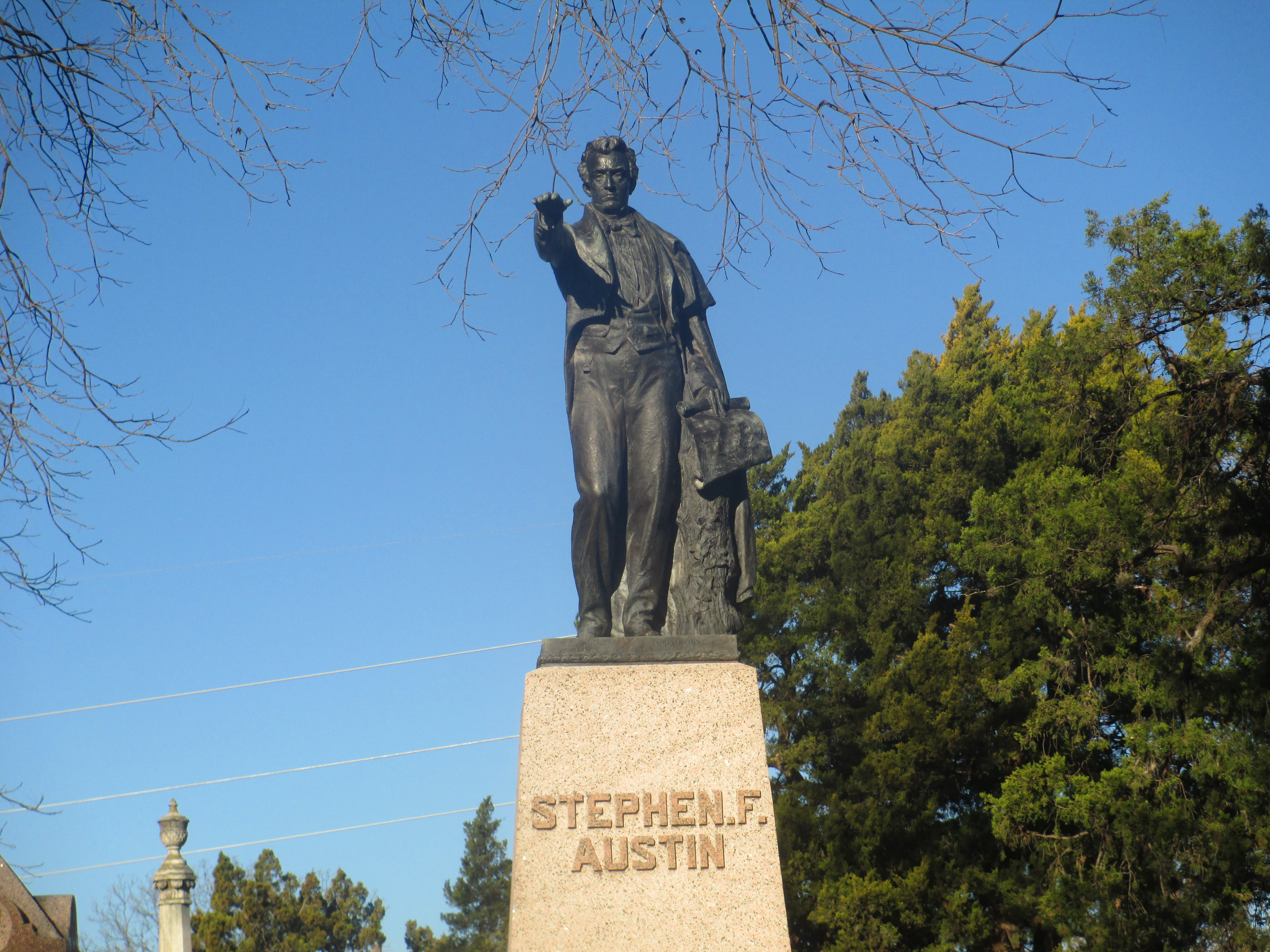
Monument a la tomba de Stephen F. Austin

- A Sherman, Texas, hi ha una universitat que duu el seu nom.[15]
- A Nacogdoches, Texas, la universitat estatal duu el seu nom complet per a diferenciar-la de la de Sherman.[16]
- La ciutat d'Austin, Texas i el comtat d'Austin, Texas duen el seu nom tot i que la ciutat no és dins el comtat d'Austin.[17] (Austin, Texas pertany al comtat de Travis.[17]
- Angleton, Texas, té una estàtua de Stephen Austin,[18] realitzada per David Adickes, amb una base de 12 peus i una llargada total de 67 peus.
- La National Statuary Hall Collection té dues estàtues per cada estat. En representació de Texas hi ha una d'Austin i una altra de Sam Houston realitzades per una escultora d'origen alemany Elisabet Ney.[19]
- Gulf Prairie Cemetery, en lloc on primerament va estar enterrat.[20]
- El 1959, Austin va tenir una estàtua commemorativa al Hall of Great Westerners a Oklahoma City, Oklahoma.
- A Austinville, Virgínia, lloc natal de Stephen Austin's, hi ha un monument a dins el parc "New River Trail State Park".
- A Bellville, Texas, hi ha un bust fet per l'escultor David Adickes, situat entre les carreteres estatals 36 i 159.